# Sebastiano Torchio
Sebastiano Torchio (Asti, 21 dicembre 1918 – Asti, 6 luglio 1994) è stato un ciclista su strada italiano.
Tra i dilettanti nel 1938 vinse la Coppa del Re; fu poi professionista e indipendente dal 1939 al 1941.

## Carriera
Tra i dilettanti nel 1938 con il Pedale Astigiano vinse la Coppa del Re, mentre in maglia azzurra partecipò al Mondiale di categoria nei Paesi Bassi arrivando dodicesimo.
Passato indipendente nel 1939, in stagione fece alcune apparizioni in maglia Ganna, vincendo inoltre la Coppa Andrea Boero a Genova. Nel 1940 venne ingaggiato dalla Gerbi, con la quale prese parte al Giro d'Italia; nella "Corsa rosa" ottenne un terzo posto nella dodicesima tappa con arrivo a Ferrara. Ottenne inoltre, sempre in quella stagione, il terzo posto nel Giro di Toscana vinto in volata da Gino Bartali e il decimo alla Milano-Sanremo ex aequo con altri 24 ciclisti.

## Palmarès
- 1938 (Dilettanti)

Coppa del Re
Coppa Città di Asti
- 1939

Coppa Andrea Boero
- 1941

Coppa UCAT

## Piazzamenti

### Grandi Giri
- Giro d'Italia

1940: 31º

### Classiche monumento
- Milano-Sanremo

1940: 10º

### Competizioni mondiali
- Campionati del mondo

Valkenburg 1938 - In linea Dilettanti: 12º